# يعقوب نصيروف
يعقوب نصيروف  هو حاخام بخاري بارز يقيم في جامايكا إستيتس كوينز في نيويورك. نشأت عائلته في بخارى وهاجرت إلى أفغانستان في عام 1932. في سن الخامسة هاجرت عائلته إلى إسرائيل. بعد الخدمة في الجيش الإسرائيلي والعمل لبضع سنوات، في عام 1980 تم استدعاؤه للعمل كحازان وحاخام كنيس أنشي شالوم التجمع اليهودي الأفغاني الوحيد في الولايات المتحدة. وهو حاليًا حاخام مجمع بيت السفارديم في جامايكا إستيتس. كان نصيروف في وقت من الأوقات معتمداً للشريعة اليهودية للمطاعم، لكنه لم يعد مشاركاً في ذلك.